# 創：光速戰記
是一部2010年迪士尼出品的美國科幻電影，是1982年《電子世界爭霸戰》的續集作品。由約瑟夫·柯金斯基執導，首集導演史蒂文·利斯伯吉爾於本片擔任監製。
首集演員回歸本片演出，傑夫·布里吉分飾凱文·費林（Kevin Flynn）和本片反派庫魯（Clu），而布魯斯·巴克林納分飾艾倫和創（Tron）。故事時間點來到首集的28年後，蓋瑞特·荷德倫飾演凱文的兒子，山姆·費林（Sam Flynn）長大後追查父親下落，隨之進入另一個網路世界。
其他演員陣容有奧利維亞·魏爾德、麥可·辛和碧兒·加勒特。 北美於2010年12月17日首映。 開映評價兩極，在專業影評人中僅獲得中等評價，但普通影迷的評價仍是趨於正面。影評網站總結評價為：擁有令人炫目的視覺效果，可惜角色和故事在高水準的藝術設計中迷失方向。其獨立續集《創：戰神》排定2025年10月10日於美國上映。

## 劇情
山姆·費林是一位有著叛逆火爆個性的科技奇才，他父親就是設計出電腦遊戲：創（TRON）的天才凱文·費林。山姆十二歲的一天，凱文對山姆說：“我發現了一个奇跡。明天，就帶你去看。”但凱文當晚去城郊的工作室後就再未回來。二十年來，山姆對父親的失蹤耿耿於懷，日趨叛逆，不願參與管理父親留下的英康（ENCOM）公司，而且每年會闖入公司內做惡作劇驚動警方。凯文的同伴艾伦作为山姆的监护人，十分担心。某日，艾倫发现凯文留给自己的旧傳呼机中收到一則來自於凱文以往工作室的留言，但該機的號碼自他失蹤後早已停用。艾倫請山姆去一探究竟，並表示他的父親絕對不會無故離開他，這可能是尋找他的線索。
山姆來到舊工作室，並看到當初父親設計的程式，陰錯陽差地進入虛擬世界：创界，被押入虚拟赛场进行死亡比赛。他先赢一场后被雷斯勒击败，之后被发现是使用者（User），于是被创界的统治者接见。山姆发现其与父亲失踪时相貌一样，但后者告诉他自己并不是他的父亲。山姆方才意识到创界的统治者是父亲昔日的虚拟助手：庫魯（Clu），並得知父親被囚於這個世界。庫魯强制山姆进行飞车比赛，但被葵拉驾车救出赛场，来到位于外荒的凯文·费林隐居之处。父子相见后，山姆知道了庫魯叛变，以及父亲被困的原因：埃索（ISO）。埃索是创界自行衍生的智慧程序，基于数位DNA的虚拟生命，也就是凯文说的奇迹。但庫魯认为埃索是完美世界的障碍，认为凯文偏离了自己的目标，于是背叛了凯文，夺取了电子网格的统治权。山姆也知道了回去现实世界的方法：关口，但凯文意识到傳呼机的留言是庫魯特意发出，以引诱他前往关口，抢夺他的身份盘。所以他阻止山姆前去。由于关口会在有限时间内关闭，山姆看到父亲不敢闯关，便认为他太过懦弱而宁愿要自己也被囚于创界之中，对父亲深感失望。葵拉私下帮助山姆，教他往见一个叫做“宙斯”的人，以获得帮助。
山姆瞒着父亲前往创之城寻找宙斯，希望宙斯帮助自己。后者假装同意，但暗中知会庫魯，前来捉拿山姆。葵拉及时赶到，相救山姆，但寡不敌众，受伤昏迷。关键时刻凯文出现，救走二人，但身份盘被夺走。山姆承认自己行为鲁莽，父子和解。三人决定不再顾忌庫魯的陷阱，搭载太阳船以尽快赶到关口。途中凯文为葵拉治疗，并告诉山姆葵拉就是仅存的埃索。太阳船最终被庫魯阻截。葵拉为了夺回身份盘，被庫魯捉住。费林父子发现庫魯已经成立了大批军队，想要前往现实世界，建立“完美世界”。同时凯文发现，雷斯勒就是自己原先的助手创，庫魯叛变时保护自己而被庫魯抓获并改造。山姆再次出手，夺回了身份盘，并救回了葵拉。凯文也夺取了一架极光飞机，三人再次向关口进发。庫魯带领雷斯勒等打手追击。一场激烈的空战后，雷斯勒在飛機迴旋躲避的同時被凱文的話點醒，回复为创，为三人爭取时间，和庫魯對撞掉下去時被庫魯搶走飛機啟動器。但最后三人仍然被庫魯追上，在凱文的道歉後，庫魯執意要前去地球。在庫魯逐漸要到光柱接近山姆和柯拉時，凯文最后决定與庫魯同歸於盡，让山姆和葵拉能够从关口回到现实世界。
山姆终于回到了凯文的旧工作室，並將父親的電腦中的資料備份，弄成項鏈掛在身上時時刻刻想著父親。他推门而出，看到了赶来的艾伦。他对艾伦说：“你说的都是对的。”並表示他會接手管理父親的公司（也告知艾伦將成為新任董事長），街上，葵拉正等着山姆，山姆载着葵拉骑摩托车回城。车驶在高速路上，葵拉看着新升起的太阳，露出了笑容。两人在清晨的阳光中向着城市驶去。

## 演員
| 演員                             | 角色                                        | 附註 |
| 傑夫·布里吉 Jeff Bridges         | 凱文·費林／庫魯2.0 Kevin Flynn／Clu 2.0     | 英康公司的董事長，廣為人知的「創界網絡」創始者，正研發「數位國度將重新詮釋人類世界」，卻於1989年離奇失蹤。 同時飾演本片反派「庫魯」，凱文在網絡世界的分身程式。費林創造此分身來協助造一個更完美的網絡世界：创界，但庫魯最後背叛他們，將埃索摧毀屠殺，成為创界的統治者。     |
| 蓋瑞特·荷德倫 Garrett Hedlund    | 山繆·「山姆」·費林 Samuel 「Sam」 Flynn     | 精通數位科技的凱文·費林之子，英康公司的最大股东。在尋找父親失蹤過程中，意外進入至創界中。 荷德倫在數百名的面試者中脫穎而出，被選擇為具有「看上去是充滿智慧的身體、機智、幽默等巧妙結合」的山姆·費林。演員刻苦訓練，訓練自己在當中的特技，其中包括跳躍過汽車和螢光線的工作。 |
| 奧利維亞·魏爾德 Olivia Wilde     | 柯拉 Quorra                                 | 一個程式，凱文·費林在创界的助手。費林將她視為徒弟，並傳授關於現實的知識，使她渴望親自體驗现实世界。山姆進入创界后将他从网格赛场救出，而柯拉也是僅存的埃索（ISO）。 |
| 布魯斯·巴克林納 Bruce Boxleitner | 艾倫·布萊德利／創2.0 Alan Bradley／Tron 2.0 | 英康公司的執行顧問，凱文·費林的好友。 凱文失蹤後，成為山姆的代理父親，接收到凱文舊辦公室所傳出的BP机留言，激起山姆前去一探究竟。同時在網絡世界飾演「創」，由艾倫所發展的化身，而後街機遊戲取名之。                                                                          |
| Anis Cheurfa                     | 林斯勒 Rinzler                              | 庫魯的打手，其前身為「創」。「創」為讓凱文逃出犧牲自己，然後被庫魯改造，並多以面罩頭盔現身，終恢復自我意識再度救了費林等人。 |
| 麥可·辛 Michael Sheen            | 卡斯特 Castor                               | 创界知名的程式，早期程式「宙斯」的接見者，實際就是宙斯本人，俱樂部位居电子网格的高塔頂端。 被認為具有契機的革命人物，卻早已受庫魯收買。 |
| 詹姆士·弗萊恩 James Frain        | 賈維斯 Jarvis                               | 庫魯的助手程式，畏縮懦弱見風轉舵的情報官。 |
| 碧兒·加勒特 Beau Garrett         | Gem                                         | 負責在网格赛场的入口處為比赛者进行裝備的程式。引領山姆去找宙斯，與卡斯特同謀。 |
| 傻瓜龐克                         |                                             | 俱樂部的兩個DJ程式，也是本片的電影配樂。 |

其他演員包含雅雅·達克斯塔飾演其中一個與琴同樣的程式；首集導演史蒂文·利斯伯吉爾在片中客串俱樂部的酒保；席利安·墨菲客串開場董事會的年輕工程師艾德華（Edward），角色背景是首集大衛·華納飾演的英克爾前執行長的兒子。

## 世界观和术语

### 虚拟世界
- 创界（The Tron Realm）：凯文·费林制造的虚拟空间，实际上是由创系统（Tron System）运行的虚拟环境程序，其中时间流速远比现实时间要快，以加速程序运行演化。创界中包括“电子网格”（The Grid）、“外荒”（The Outlands）和“模拟海”（The Sea of Simulation）。
- 網格（The Grid）：凯文·费林编程创造的虚拟数字世界，占据了创界的一部分。电子网格最初创建的主要功能是为凯文提供各种实验的平台。电子网格中的时间以“周期”为单位。电子网格中大部分地区是“荒野”，但通常以几何形状的单位构成，边界会有泛蓝光的光条。电子网格中有创之城，是凯文进行各种实验的中心地带，后被庫魯（二代）占领。
- 外荒（The Outlands）：外荒是创界中电子网格以外的广大地区。由各种裂谷、高原构成，地形复杂。1989年庫魯取得统治后，凯文·费林被迫逃入外荒，建立了一个藏身之所。之后，不愿服从庫魯统治的少数程序和幸存的埃索都逃入了外荒。
- 模拟海（The Sea of Simulation）：模拟海是外荒的一部分，是由无序字节构成的广袤海洋，其中有各种岛屿、海底山脉等地形。从电子网格前往关口（The Portal）必须经过模拟海。模拟海是防止程序通过关口逃往现实世界的屏障。
- 创之城（Tron City）：创界的主城，以现实世界中的城市为蓝本建造的虚拟城市。其中有和现实中的弗林馆结构一样的建筑，以便使用者（User）进入城市。
- 关口（The Portal）：创界中通向现实世界的出口，也就是创系统的接入接出口，从关口脱离创界的人会物质化，成为现实世界中的真实人类。
- 程序（The Programs）：使用者创造的虚拟数字生命，他们的形象和真人一样，有时会以使用者的形象为蓝本（《创》的第一部中），但有独立的意志。程序大多生活在创之城中，后来受庫魯统治，少数不愿接受统治的程序四处躲藏，或逃入外荒。程序身穿类紧身衣的服装，有类似电子回路的光条，不同颜色表示不同功能的程序。身后有身份盘，是程序的代码装载处，也可以用来战斗。
- 使用者（The Users）：指编写程序的现实世界人类。使用者可以编写出与自己外观一样的程序，也可以通过数字化的方式，使用激光装置将自己由物质形态转化为数字形态，进入创界。使用者在创界中可以拥有程序不具有的能力，被一些程序视为神。
- 埃索（The ISOs）：埃索是同构算法（Isomorphic Algorithms）的简称，表示创界中自发衍生出来的虚拟智慧生命。埃索的起名来自于现实中的.iso格式，后者是一种将实体光盘上全部信息复制而形成的镜像文件格式。iso格式的命名含有希腊文“Isos”（相等）的意思， 蕴含着埃索是现实世界中人类的镜像的含义。据《创·战记》中显示，埃索的本质是数码DNA构成的生命。但由于埃索是类似人类一样的演化产物，被庫魯视为不完美、超出控制的象征，是创造完美世界的障碍，所以遭到了庫魯的清洗。
- 周期（Cycle）：也称为“创周时”（Tron Cycle）或简写为TC，是创界中的时间单位。一周期大致相当于（创界中感觉到的）时间流速的一年。一周期的千分之一被称为毫周（Millicycle），相当于8小时。电影设定中，创界的时间流速和现实世界的比率是：现实世界中的一年等于创界中的50TC。
- 身份盘（The Identity Disc）：创界中虚拟生命装备的圆盘，用于记录、识别各个不同的程序，也是程序和埃索的源文件储存的地方。平时装在背后，使用时可以拆卸。阅读身份盘可以查阅程序和埃索的构造、历史，进行修复和修改，甚至复制。身份盘也可以作武器使用，以掷铁饼的方式掷出，遇到墙壁会反弹，最后会飞回所有者手中。遇到虚拟生命时会对其造成伤害乃至删除（De-rez）之，也可以直接手持使用。
- 网格赛场（The Grid Game）：是弗林在英康公司工作时写的游戏程序，在创界中表现为一个巨大的角鬥场，其中可以举行包括盘鬥场中的角鬥比赛（Gradiator disc fight）和飞车赛场中的极光飞车比赛（Light Cycle）等赛事。
- 删除（De-resolution）：简称“De-rez”，是将虚拟程序删除的动作，代表着程序的死亡。

#### 載具
- 光轮2代（Light Cycle Generation Ⅱ）：摩托車型載具，白色有顶盖，騎乘者以身體向前倾的方式操作，機車後輪可以製造出光轨（Jetwall），碰到就會被刪除。
- 光轮5代（Light Cycle Generation V）：摩托車型載具，黑色无顶盖，騎乘者以身體向前倾的方式操作，機車後輪可以製造出光带（ Light Ribbons），碰到就會被刪除。与前代光轮不同的是，骑乘者可以选择停止发出光带，而光轮2代的光轨是无法停止的。
- 极光飞机（Light Jet）：庫魯部隊的戰鬥機，有分三人座型與單人座型，搭載後向攻擊機槍，双翼可以製造光带。
- 极光跑车（Light Runner）：柯拉的跑車，裝備著炸彈與機槍
- 太阳船（Solar Sailor）：用來搭載庫魯部隊士兵的飛行列車
- 整流舰（Rectifier）：庫魯部隊的巨大戰艦，可以收容太阳船，也可起降极光飞机。对应现实中的整流器。
- 识别器（Recognizer）：拱門狀的巨大飛行器，在电子网格上方四處飛行與巡邏，負責監視网格裡面的程序，並補捉病毒、外逃程序與身份不明的程序。对应现实中的识别器。

### 现实世界
- 英康公司（ENCOM）：主人公父親所創立的英康公司,在電影裡是開發OS系統的重要企業。

## 製作

### 發展
早在1990年代末期，《電子世界爭霸戰》狂熱影迷間傳聞著迪士尼將製作續集電影。1999年媒體報導皮克斯有意重製電影或拍攝續集。在接下來幾年，多個新聞網站開始許多未證實的謠言，流傳續集正在製作或發展中。直到2005年，雜誌綜藝報導迪士尼聘請布萊恩·庫格曼和李·斯特恩塔爾來編劇才確認拍攝續集的傳聞。

2008年動漫展公開原本的續集片名

2008年的國際動漫展，初步的先行版預告片公開，影片秀出導演名字和片名「TR2N」給予現場來賓驚喜。片段內容為一個黃色程式騎著光輪賽車與藍色程式在作飆戰競速，而首集主角之一傑夫·布里吉所飾演已年老的凱文·費林現身。片末黃色程式掀開頭罩，是年輕樣貌的凱文的分身程式庫魯，不過此預告片段並未剪輯至正片中。此預告並未證實續集是否已在製作，可以見到迪士尼對續集的看重程度。
2009年迪士尼在他們的動漫3D展公佈續集的正式片名。傑夫·布里吉斯解释片名提及故事主題：基本上是關於一個兒子的尋找他的父親的故事。同樣秀出在2008年動漫展所公開的預告片，並提升視效畫面。當時，電影已殺青，並開始往後一整年的後製階段。因為網絡世界的畫面皆尚未完成，僅能提供來自製作的概念圖。美術設計包含來自首集的全新版本的識別身分機器，以及碟戰（Disc Wars）的概念圖，來自首集的想法延伸至16場的遊戲競技賽。原本遊戲競技場的設置玩法改變，新版碟戰為16組雙雙玩家同時進行。贏的玩家直接進入下一輪，直到最後一個玩家勝出的生死遊戲。

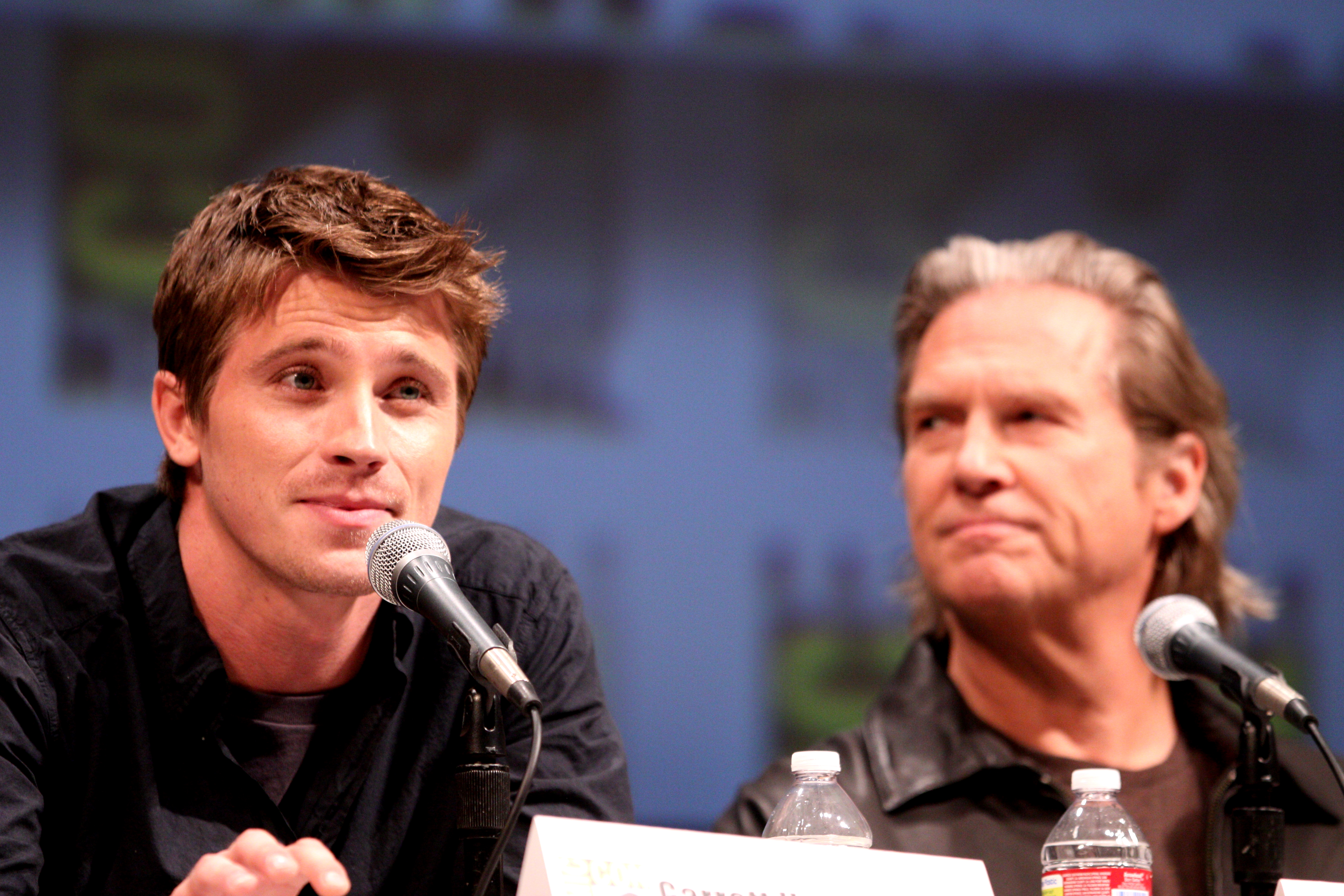
蓋瑞特·荷德倫和傑夫·布里吉在國際動漫展宣傳《創：光速戰記》

首集經典的光輪賽車（Light cycles）在續集作了提升，汽車設計大師丹尼爾·西蒙（Daniel Simon）加入新的設計概念。2009年動漫展的記者會，發表名為“光速四驅車”（Light Runner）的雙人座版本的光輪新車。車身屬四輪驅動車，快速且能夠擁有自身的能量脫離網絡賽場行駛。同時可瞧見凱文·費林專屬的“二代光輪”，1989年費林自行設計，車身白色且在網絡中行駛更為迅速，並結合新舊版本的樣貌。
2009年加拿大多倫多的影迷博覽會，展示真人比例大小的光輪模型，以及一些來自電影的特別產品介紹。除在動漫展所公開的概念藝術，測試片段也秀出碟戰的武打藝術設計風格。公開一新的片段，費林的兒子進入一個舊遊戲場，正要起動「創」的街機遊戲，注意到機台背後有道暗門並闖入。此訊號是由凱文老友，艾倫接受到告知費林兒子山姆。此片段後來出現在2010年三月所公開的新版正式預告片。
首集角色尤莉（Yori）確定不會出現在續集，她的使用者蘿拉博士（Dr. Lora）也是，儘管電影提及艾倫最終和尤莉結婚。根據線上媒體Syfy表示：影迷相當渴望女演員辛蒂·摩根（Cindy Morgan）能夠演出電影。影迷於臉書發起像“Yori Lives”的線上活動，摩根說「在網路上看到的就我所知，對於影迷的反映我很激動、感動，無論是談論首集還是續集，我無法告訴你我感覺有多窩心，僅僅如此。」不過《創：光速戰記》並沒有連繫摩根，而摩根本身也沒有和新版續集的任何人有確切的交談。

### 拍攝
2009年四月，電影在加拿大英屬哥倫比亞省的溫哥華正式開拍。 電影拍攝舞台於本那比市南方的加拿大電影主題片場進行。演員身穿黑色緊身服的造型在網路上流出。衣服設計使人懷念起首集電影裡演員所穿的裝備。
導演也揭露年輕面貌的費林——庫魯，全是靠電腦CG合成製作。本片如先行版預告大部分以3D形式製作，而開場真實世界部分是以2D呈現。部分影像畫面呈現不太清楚的雜訊模式，其片段皆出現在倒敘過去以及舊式影像畫面裡，以訊號干擾的形式表現。長約40分鐘的片段在IMAX影廳以1.44:1全螢幕呈現，但並非以IMAX攝影機拍攝。數位領域（Digital Domain）負責本片視覺特效製作。

### 音樂
本片電影配樂作曲是電子音樂搭擋傻瓜龐克。在2009年的動漫展公開他們將為本片製作24首曲目。當問為什麼決定找傻瓜龐克製作本片的配樂，導演回覆說「為何不讓這些傢伙至少去作作看？」導演提及配樂將會結合交響樂和電音要素。奧利維亞·魏爾德表示傻瓜龐克搭擋未來會參與電影宣傳活動。推出的預告片已使用原聲帶裡的“Derezzed”曲目。電影配樂採用85人組的交響樂團，于倫敦的Air Studios錄製。
電影原聲帶已於2010年12月6日北美發行，豪華雙碟剪輯版內包含傻瓜龐克在電影裡客串演出的海報。電影添進兩首老歌，旅程樂團的“Separate Ways”和舞韻合唱團的“Sweet Dreams (Are Made of This)”。傑森·賓利（Jason Bentley）擔任該片的音樂指導。

### 特色
本片不会是1部纯粹3D的影片，而将采用2D＋3D的方式。当主人公还停留在现实世界时，影片会以2D形式呈现。而当影片进入电子世界会立刻转变成3D的形式。如同《绿野仙踪》用黑白和彩色分割现实和幻想世界一样，本片将以用2D和3D分割现实与电子世界。

## 發行

### 評價
《創：光速戰記》影評得到好壞混合的評價，烂番茄網站201个評價中，僅獲得51%的正面好評，平均分為5.9/10。 而在專業著名影評的「Top Critics」36則評價內，僅得31%的好評，平均5.6分。網站總結評價：《創：光速戰記》擁有令人炫目的視覺效果，可惜角色和故事在高水準的藝術設計中迷失方向。另一評論網站Metacritic上取自各著名主流影評，基於40篇影評，滿分100分中平均分數得到49分，中等的評價。
知名影評羅傑·艾伯特給予電影滿分4顆星中的3顆，他表示本片像是一場「視覺和聽覺勝於內心層面」的燈光秀，並更進一步稱讚3D和電腦CG技術將傑夫·布里吉年輕樣貌重現，提到「影片製作相隔多年的新舊兩部電影，可宣稱說是藝術的展現。」但艾伯特表示情節是場災難，不過他認為傑夫·布里吉表現在荒謬情節下有加分，且演員們在他們的角色都有帶入人性。
《紐約郵報》的凱爾·史密斯宣稱是場「視覺派對」來稱讚本片的視覺特效。更提到傻瓜龐克的配樂是「壓倒性的傑作」，內含著漢斯·季默所作《黑暗騎士》配樂般驚人的質感，亦有著80年代復古的合成音樂。而史密斯抱怨劇本，像是「嬰兒車在說故事」且形容可怕的台詞像「傻子說話」，但最後滿分四分仍給予本片三分的評價。
《娛樂周刊》的影評歐文·葛雷博曼表示導演執導手法「起頭足以耐人尋味，使人期望山姆開始尋找它的父親……故事將全面展開。」但是卻令人失望地轉變成像是老調「困在某X星球」風格的科幻故事。歐文表示場景看起來「像升級過後《銀翼殺手》」，讚揚流暢且精緻的特效，以及稱讚音樂「節奏充滿大片的格局」比其大多數的電影。布理吉言行乖僻禪意的表演聯想到「厭倦網絡版本的《謀殺綠腳趾》」，同時覺得奧利維亞·魏爾德的角色「相當標準的龐克女孩……在危機四伏的網絡世界引領你的一盞明燈，使你快樂地度過這趟冒險。」但感到失望的，它是另一部過度消費本身過往成就的好萊塢電影。 Cinema Blend 的喬許·泰勒（Josh Tyler）讚揚了這部影片的3D技術的優點。The AV Club給予本片D+的評比。雖然稱讚了頂級的特效，但想把本片提升至經典的企圖，使得本身太過嚴肅，而變得枯燥無味，降低娛樂感。《Eclipse》雜誌的米雪兒·雅莉珊卓（Michelle Alexandria）給于正面反應，表示她「愛死（本片）故事了。」《Reason Magazine》的庫爾特·洛德（Kurt Loder）讚揚電影的成品，並表示本片「這種類型所得到的樂趣深深猛擊大腦。」羅斯特·德雷克（Rossiter Drake）寫道「在它的故事之下，有時令人費解，但難以抗拒。」

### 票房
根據預估的觀眾調查《創：光速戰記》開映周末票房預計在5000萬美元。12月17日首映日當天，北美地區票房1750萬美元，總計至周末票房約4400萬美元，在當周票房排行冠軍，勝過同檔期的《瑜珈熊》（Yogi Bear）和《愛在心裡怎知道》（How Do You Know）。截至2010年12月26日，《創：光速戰記》北美票房總計$88百萬，國際票房$23百萬，全球票房共$1億11百萬美元。
台灣於聖誕假期上映，首映日當天台北票房NT$486萬，周末三天票房總計$1732萬，當週排行冠軍。 全台票房預估約有$3500萬。

## 未來
2020年7月，《The Disinsider》報導第三集電影仍然開發中，謝拉·力圖主演，而且正在尋找導演以及尋求《創：光速戰記》演員回歸。2020年8月，《Deadline》報導加斯·戴維斯正式執導續集電影，Jesse Wigutow編劇。

## 外部連結
- 官方网站 （英文）
- 互联网电影数据库（IMDb）上《創：光速戰記》的资料（英文）
- AllMovie上《創：光速戰記》的资料（英文）
- Box Office Mojo上《創：光速戰記》的資料（英文）
- 爛番茄上《創：光速戰記》的資料（英文）
- 时光网上《創：光速戰記》的資料（简体中文）
- 豆瓣电影上《創：光速戰記》的資料 （简体中文）